# Siah Armajani
Siah Armajani (Lahijan, 10 luglio 1939 – New York, 28 agosto 2020) è stato un artista, scultore e designer iraniano naturalizzato statunitense.
Incentrò le sue opere nello spazio pubblico analizzando gli aspetti comunicativi attorno ad esse.

## Biografia
Siah Armanjani si trasferì nel 1960 negli Stati Uniti  dove ricevette la cittadinanza. Studiò filosofia, matematica e antropologia.  
Alla Kunsthalle di Basilea realizzò un progetto dal titolo Sacco e Vanzetti che in seguito fu presentato allo Stedelijk Museum di Amsterdam e al Portikus di Francoforte.
Le sue opere sono state esposte in importanti manifestazioni come Documenta 5, nel 1972, Documenta 7, nel 1982 e Documenta 8 nel 1987 a Kassel. Nel 1987 prese parte a Skulptur Projekt a Munster.
Armejani realizzò anche la torcia olimpica per i giochi olimpici di Atlanta del 1996. 

## Pratica artistica
Durante la sua prolifica carriera, Siah Armajani ha dato vita a un insieme di lavori complessi e diversificati, comprendenti sculture, opere d’arte pubblica, pitture, schizzi e idee concettuali. 
È noto soprattutto per le sue installazioni all’aperto come giardini, padiglioni, aree urbane e ponti, che si collocano al confine tra arte, comunità e ambiente, indagando il vero significato di “pubblico” nell’ambito dell’arte pubblica. 
Più discrete sono le sue sculture da interno, che fondono tematiche sociali e politiche con estetiche ispirate all’architettura popolare delle campagne americane, allo stile Bauhaus e al Costruttivismo russo, fra gli altri. 
Ogni sua creazione riflette direttamente l’esperienza dell’immigrazione negli Stati Uniti, una realtà che Armajani, originario dell’Iran e trasferitosi in Minnesota, conosce profondamente.